# 藤原藥子
藤原藥子（?—810年10月17日），日本平安時代初期的女官，父親為藤原種繼。
藥子貌若天仙，有閉月羞花的姿容，起初，她與中納言藤原繩主結婚，生下三个儿子和两个女儿，長女年輕貌美，後來進入皇太子安殿親王後宮，藥子擔憂女兒禁不起後宮的鉤心鬥角，便入宮照料女兒，成为东宫宣旨，藥子的女兒年僅十二、三歲，雖然娇艳如花，卻不受安殿親王寵愛，他卻对已经三十岁却依然风韵犹存、倾国倾城的药子一见钟情，在當時她算是已经过了青春美貌的盛年，但依然风姿绰约，安殿親王對女兒沒興趣，一開始讓药子感到相當困惑，但她仍憑著妖艳美色私通安殿親王，同時又有與藤原葛野麻呂通姦的傳聞，得到這些消息的桓武天皇相當震怒，便將藥子從東宮逐出。
806年，桓武天皇駕崩，安殿親王即位為平城天皇，再度將藥子召回宮中，平城天皇此时已三十三、四岁，而药子已四十多岁了，雖然徐娘半老，卻是容姿依舊，天皇任其为正三品官位的「尚侍」一職，也就是后宫女官之首，地位仅次于众后妃，並將她的丈夫藤原繩主封為太宰大貳，送到九州，可见平城天皇对药子的宠爱远远超过她的女儿，后宫上下、满朝文武谁也不敢招惹药子，《日本后纪》这样描述药子的权势：「威福之盛，熏灼四方，属仓卒之际，与天皇同辇。」药子虽已年老色衰，但平城天皇对她始终宠信有加、言听计从，药子的哥哥藤原仲成，也升任为中纳言，集天皇宠爱于一身的药子从此开始介入政治，她干预朝政，与其兄藤原仲成在宫中极度专横，兄妹两人招来不少人的怨恨，到了809年，還將其亡父藤原種繼追封為太政大臣。
善于心计和政治眼光的药子为了争权，排除异己，无所不用其极，在天皇上任后第二年，药子与仲成便设下阴谋，让深得朝廷官员拥护爱戴的伊予亲王母子，死于冤狱。伊予亲王是平城天皇的异母兄弟，在三十多位兄弟姐妹中，特别卓越。药子兄妹怕其他贤明官员拥立伊予亲王即位，干脆先下手为强，拔去眼中钉。
同年，平城天皇因病（《日本後紀》只記載是風病，後人推測可能是自律神經失調）讓位給神野親王，即嵯峨天皇，药子是一个权慾熏心的女人，眼看到手的权力旁落，这让她无法忍受，對于平城天皇的禅位，药子及其兄藤原仲成是极力反对的，但平城天皇退意已决，兩人亦無計轉圜。退位後的平城上皇先暫住藤原仲成居所，再命其於舊都平城京營造宮殿，第二年便遷居。之後，由於藥子與仲成企圖讓平城上皇復位，時年不到四十歳的平城上皇或許也有點後悔自己退位過早，更有部分藤原式家的官員搬往平城京投向平城上皇，自此，平城京與平安京便各自為政、互相對立，平安京嵯峨天皇所發出的命令，平城京的平城上皇可以撤銷，造成朝廷一片混亂。
大同五年，平城上皇宣布遷都平城京，意謂平城京才是正統朝廷，逼使嵯峨天皇不得不訴諸武力，並逮捕了前來宣布上皇遷都之意的使者藤原仲成，將仲成處以極刑，並且下詔聲稱藥子之罪狀，剝奪她的官位。平城上皇與藤原藥子帶兵逃往東國（關東地方），卻被得到消息的嵯峨天皇派坂上田村麻呂守候，知道大勢已去的平城上皇回到平城京後剃髮出家，藥子則在三個月後服毒自杀，這件事史稱藥子之變。